# Квашенинникова, Валентина Васильевна
Валенти́на Васи́льевна Квашени́нникова (3 марта 1921, Вышний Волочёк, Тверская губерния — 1982, Ленинград) — советская волейболистка, игрок сборной СССР (1949—1951). Трёхкратная чемпионка Европы. Нападающая. Мастер спорта СССР.
В 1945—1953 выступала за команду «Спартак» (Ленинград). В её составе: двукратный серебряный (1948, 1950) и 5-кратный бронзовый (1945, 1946, 1949, 1951, 1952) призёр чемпионатов СССР.
В сборной СССР в официальных соревнованиях выступала в 1949—1951 годах. В её составе стала трёхкратной чемпионка Европы (1949, 1950 и 1951).
После окончания игровой карьеры работала тренером.